# 槐埝乡
槐埝乡，是中华人民共和国山西省临汾市浮山县下辖的一个乡镇级行政单位。

## 行政区划
槐埝乡下辖以下地区：
槐埝村、北庄村、灵中村、陕曲村、吕寨村、挂南村、南西坡村、燕村、毕曲村、南庄村、峨沟村、高村和砚凹掌村。